# Некужа
Некужа (пол. Niekurza) — село в Польщі, у гміні Осек Сташовського повіту Свентокшиського воєводства. Населення — 244 особи (2011).
У 1975—1998 роках село належало до Тарнобжезького воєводства.

## Демографія
Демографічна структура на день 31 березня 2011 року:
|          | Загалом | Допрацездатний вік | Працездатний вік | Постпрацездатний вік |
| -------- | ------- | ------------------ | ---------------- | -------------------- |
| Чоловіки | 120     | 26                 | 78               | 16                   |
| Жінки    | 124     | 22                 | 69               | 33                   |
| Разом    | 244     | 48                 | 147              | 49                   |